# Manitou Beach-Devils Lake
Manitou Beach-Devils Lake is een plaats (census-designated place) in de Amerikaanse staat Michigan, en valt bestuurlijk gezien onder Lenawee County.

## Demografie
Bij de volkstelling in 2000 werd het aantal inwoners vastgesteld op 2080.

## Geografie
Volgens het United States Census Bureau beslaat de plaats een oppervlakte van
25,2 km², waarvan 18,1 km² land en 7,1 km² water.

## Plaatsen in de nabije omgeving
De onderstaande figuur toont nabijgelegen plaatsen in een straal van 16 km rond Manitou Beach-Devils Lake.